# Pustá země
Pustá země (1922, The Waste Land) je nejznámější básnická skladba anglického básníka, esejisty a dramatika amerického původu Thomase S. Eliota, nositele Nobelovy ceny za literaturu za rok 1948. Česky byla báseň vydána též jako Pustina (1967) nebo pod názvem Zpustlá země (2002).
Dílo je složitou výpovědí o době mezi válkami a je autorovou reakcí na první světovou válku. Eliot se v něm snaží vyjádřit bezmocnost člověka proti smrti. Tématem básně je lidský úděl a jejím hrdinou je nepojmenovaný Kdožkolvěk (v originále Everyman), který zápasí o spásu vlastní duše. Osobní se mísí s obecným, světské s duchovním, rýmy s volným veršem, který převažuje. Na básni se podílel různými radami a připomínkami i Elliotův přítel Ezra Pound. Dílo se skládá z pěti částí:
- The Burial of the Dead (Pohřbívání mrtvých),
- A Game of Chess (Partie šachů),
- The Fire Sermon (Kázání ohně),
- Death By Water (Smrt utopením),
- What the Thunder Said (Co říkal hrom).

První tři části tvoří světský prostor básně, daný především obrazem moderního velkoměsta. Čtvrtá část líčí plavbu, ztroskotání a magickou proměnu utonulého hrdiny. Závěrečná část je obrazem duchovní pouti vyprahlou a zničenou zemí, děsivou krajinou moderní civilizace ke zřícenině Nebezpečné kaple (Chapel Perilous), kde podle tradice podstupoval rytíř poslední a nejtěžší zkoušku před dosažením svatého grálu. Na konci básně zazní hrom slibující déšť, ale vláha nepřijde. Kaple, v níž měl být svatý grál, je prázdná a příslib regenerace se nenaplní.

## Česká vydání
- Pustá země, B. Stýblo, Praha 1947, přeložili Jiřina Hauková a Jindřich Chalupecký,
- Pustina a jiné básně, Odeon, Praha 1967, přeložil Jiří Valja,
- Pustá země, Protis, Praha 1996, souborné vydání dostupných českých a slovenských překladů s doslovem M. Hilského,
- Zpustlá země, BB art, Praha 2002, přeložil Zdeněk Hron.
- Pustá země, Argo 2022, přeložil Petr Onufer.